# Бернард Кінг
Бернард Кінг (англ. Bernard King; нар. 4 грудня 1956, Бруклін, США) — американський професіональний баскетболіст, що грав на позиції легкого форварда за низку команд НБА. По завершенні ігрової кар'єри — коментатор на NBA TV.
2013 року введений до Баскетбольної Зали слави.

## Ігрова кар'єра
Починав грати в баскетбол у команді старшої школи Форт-Гамільтон (Бруклін, США). На університетському рівні грав за команду Теннессі (1974—1977).
1977 року був обраний у першому раунді драфту НБА під загальним 7-м номером командою «Нью-Йорк Нетс», яка невдовзі переїхала до Нью-Джерсі та стала називатися «Нью-Джерсі Нетс». За підсумками свого дебютного року в лізі встановив рекорд франшизи «Нетс» за кількістю очок, набраних у сезоні — 1,909. Кінг відзначався своєї вибуховістю та швидким і влучним кидком. Це дозволило йому чотири рази бути включеним на матч всіх зірок НБА та стати найкращим бомбардиром ліги у сезоні 1984—1985.
З 1979 по 1980 рік грав у складі «Юта Джаз».
1980 року перейшов до «Голден-Стейт Ворріорс», у складі якої провів наступні 2 сезони своєї кар'єри.
Наступною командою в кар'єрі гравця була «Нью-Йорк Нікс», за яку він відіграв 5 сезонів.
З 1987 по 1991 рік грав у складі «Вашингтон Буллетс».
Останньою ж командою в кар'єрі гравця стала «Нью-Джерсі Нетс», до складу якої він повернувся 1993 року і за яку відіграв лише частину сезону.

## Статистика виступів в НБА
| * | Лідер ліги |

### Регулярний сезон
| Сезон              | Команда                 | GP  | GS  | MPG  | FG%  | 3P%  | FT%  | RPG | APG | SPG | BPG | PPG   |
| ------------------ | ----------------------- | --- | --- | ---- | ---- | ---- | ---- | --- | --- | --- | --- | ----- |
| 1977–78            | «Нью-Джерсі Нетс»       | 79  | –   | 39.1 | .479 | –    | .677 | 9.5 | 2.4 | 1.5 | 0.5 | 24.2  |
| 1978–79            | «Нью-Джерсі Нетс»       | 82  | –   | 34.9 | .522 | –    | .564 | 8.2 | 3.6 | 1.4 | 0.5 | 21.6  |
| 1979–80            | «Юта Джаз»              | 19  | –   | 22.1 | .518 | –    | .540 | 4.6 | 2.7 | 0.4 | 0.2 | 9.3   |
| 1980–81            | «Голден-Стейт Ворріорс» | 81  | –   | 36.0 | .588 | .333 | .703 | 6.8 | 3.5 | 0.9 | 0.4 | 21.9  |
| 1981–82            | «Голден-Стейт Ворріорс» | 79  | 77  | 36.2 | .566 | .200 | .705 | 5.9 | 3.6 | 1.0 | 0.3 | 23.2  |
| 1982–83            | «Нью-Йорк Нікс»         | 68  | 68  | 32.5 | .528 | .000 | .722 | 4.8 | 2.9 | 1.3 | 0.2 | 21.9  |
| 1983–84            | «Нью-Йорк Нікс»         | 77  | 76  | 34.6 | .572 | .000 | .779 | 5.1 | 2.1 | 1.0 | 0.2 | 26.3  |
| 1984–85            | «Нью-Йорк Нікс»         | 55  | 55  | 37.5 | .530 | .100 | .772 | 5.8 | 3.7 | 1.3 | 0.3 | 32.9* |
| 1986–87            | «Нью-Йорк Нікс»         | 6   | 4   | 35.7 | .495 | –    | .744 | 5.3 | 3.2 | 0.3 | 0.0 | 22.7  |
| 1987–88            | «Вашингтон Буллетс»     | 69  | 38  | 29.6 | .501 | .167 | .762 | 4.1 | 2.8 | 0.7 | 0.1 | 17.2  |
| 1988–89            | «Вашингтон Буллетс»     | 81  | 81  | 31.6 | .477 | .167 | .819 | 4.7 | 3.6 | 0.8 | 0.2 | 20.7  |
| 1989–90            | «Вашингтон Буллетс»     | 82  | 82  | 32.8 | .487 | .130 | .803 | 4.9 | 4.6 | 0.6 | 0.1 | 22.4  |
| 1990–91            | «Вашингтон Буллетс»     | 64  | 64  | 37.5 | .472 | .216 | .790 | 5.0 | 4.6 | 0.9 | 0.3 | 28.4  |
| 1992–93            | «Нью-Джерсі Нетс»       | 32  | 2   | 13.4 | .514 | .286 | .684 | 2.4 | 0.6 | 0.3 | 0.1 | 7.0   |
| Усього за кар'єру  | Усього за кар'єру       | 874 | 547 | 33.7 | .518 | .172 | .730 | 5.8 | 3.3 | 1.0 | 0.3 | 22.5  |
| В іграх усіх зірок | В іграх усіх зірок      | 4   | 1   | 21.0 | .474 | –    | .692 | 4.3 | 2.3 | 0.8 | 0.5 | 11.3  |

### Плей-оф
| Сезон             | Команда             | GP | GS | MPG  | FG%  | 3P%  | FT%  | RPG | APG | SPG | BPG | PPG   |
| ----------------- | ------------------- | -- | -- | ---- | ---- | ---- | ---- | --- | --- | --- | --- | ----- |
| 1979              | «Нью-Джерсі Нетс»   | 2  | –  | 40.5 | .500 | –    | .417 | 5.5 | 3.5 | 2.0 | 0.0 | 26.0  |
| 1983              | «Нью-Йорк Нікс»     | 6  | –  | 30.7 | .577 | .333 | .800 | 4.0 | 2.2 | 0.3 | 0.0 | 23.5  |
| 1984              | «Нью-Йорк Нікс»     | 12 | –  | 39.8 | .574 | .000 | .756 | 6.2 | 3.0 | 1.2 | 0.5 | 34.8* |
| 1988              | «Вашингтон Буллетс» | 5  | 4  | 33.6 | .491 | –    | .810 | 2.2 | 1.8 | 0.6 | 0.0 | 13.8  |
| 1993              | «Нью-Джерсі Нетс»   | 3  | 1  | 8.0  | .571 | –    | –    | 0.3 | 0.0 | 0.3 | 0.0 | 2.7   |
| Усього за кар'єру | Усього за кар'єру   | 28 | 5  | 33.4 | .559 | .250 | .729 | 4.3 | 2.3 | 0.9 | 0.2 | 24.5  |